# 日本体育大学ラグビー部
日本体育大学ラグビー部（にっぽんたいいくだいがくラグビーぶ、Nippon Sport Science University Rugby Football Club、英略称NSSU）は、ラグビーユニオンの関東大学ラグビー対抗戦Bグループに所属する日本体育大学のチームである。略称日体（にったい）または日体大（にったいだい）。愛称ユニコーンズ(UNICORNS)。ここでは女子部「日本体育大学ラグビー部女子」についても述べる。

## 概要

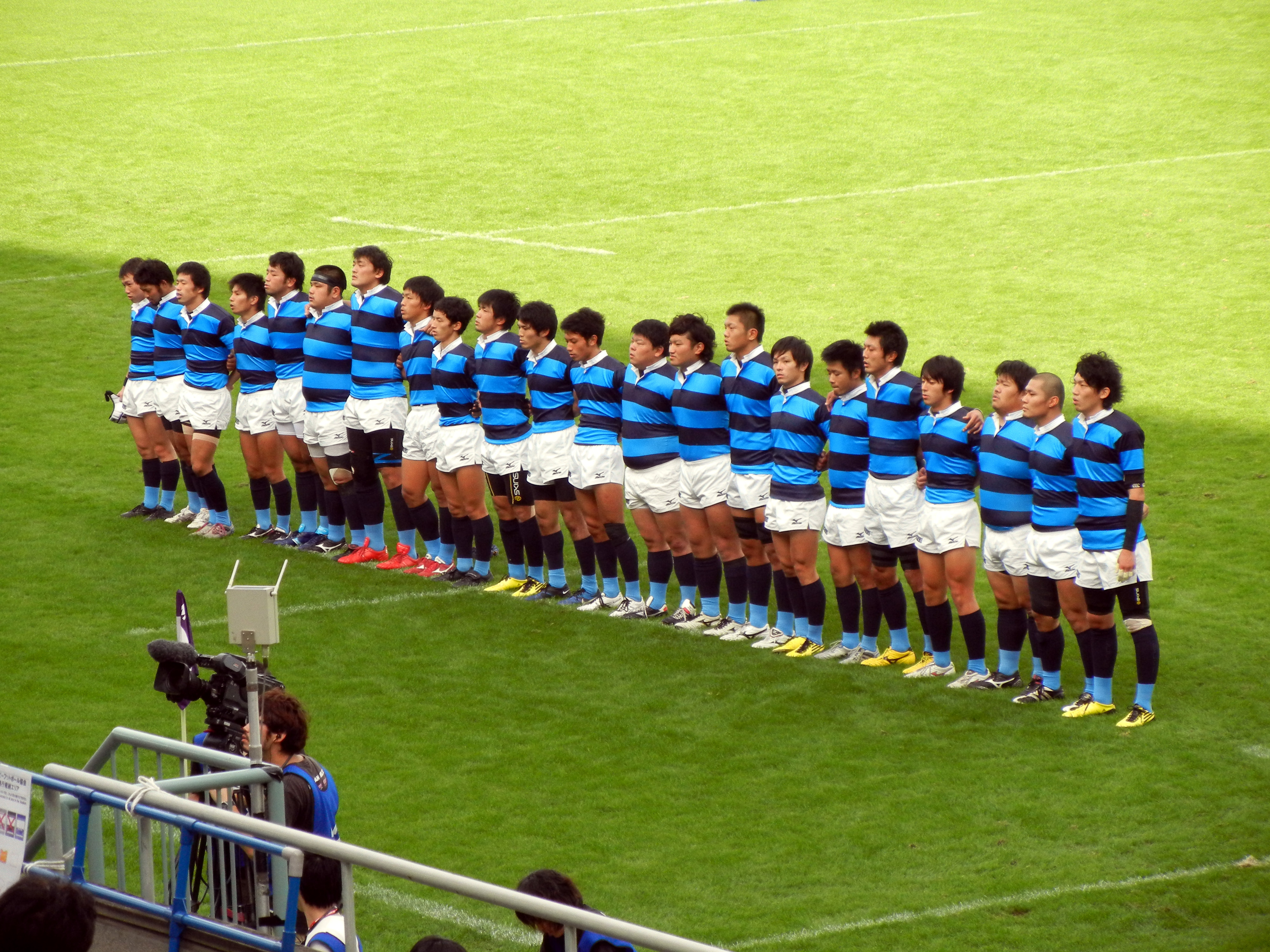
試合前に校歌斉唱をする日本体育大学の選手達（2011年10月・明治大学戦・秩父宮ラグビー場）

1891年（明治24年）の日本体育会が学校の起源であり、体操練習所、日本体育会体操学校、日本体育専門学校、日本体育大学と名称が変遷した。体育学部・児童スポーツ教育学部・保健医療学部を要したスポーツ系の総合大学（単科大学）である。創部は古く不詳。しかし、連盟加盟創部年度は1933年（昭和8年）としている古豪のチームである。＊部が創立したのは明治24年-著書「近代日本の体育・スポーツ史の原風景」には日体大の創部の記録がある。チャンスの像（ラグビー選手がパスをだそうとしている像・命名者は初代学長栗本義彦）が東京世田谷キャンパス大学正面玄関前に有り学生に日体精神（「トライゲッターであるよりもチャンスメーカーたれ」）を促し見守っている。
OBは、卒業後赴任した各学校でラグビー部を作り、又は休部していたラグビー部を復活させ、部活動としての「ラグビー」を普及・活性化させている。さらに、毎年、赴任校の部を高校生の全国大会である「花園」に導く指導者も多く見られる。
1963年（昭和38年）、関東大学ラグビー対抗戦グループに所属、現在に至る。また、これまでのラグビー日本代表キャップ数は188（現役・OB含む2007年度）である。
伝統の走り勝て（綿井永寿の教え）ランニングラグビーをかかげ大学選手権優勝2回・準優勝3回、日本選手権優勝1回・準優勝1回の実績を持ち、かつては早慶明3校と共に対抗戦グループ4強の一角を担った。しかし、1995年度（平成7年度）の対抗戦優勝以来、低迷が続いている。2009年度（平成21年度）以降は6位、7位、7位、6位で推移しており、2013年度（平成25年度）は0勝7敗で8位に終わり、入れ替え戦でも立教大学に敗れ初のBグループ降格となった。2014年度（平成26年度）はBグループで7勝0敗で優勝して入れ替え戦では明治学院大学に勝利して1年でAグループに昇格した。2021年度（令和3年度）は対抗戦5位に入り、13年ぶりに大学選手権出場決まる。しかし2022年度（令和4年度）は0勝7敗で8位に終わり、入れ替え戦でも成蹊大学に敗れBグループ降格となった。
女子部は日本の大学初（学生初）で唯一の女子のラグビー部であったが、現在は他大学にも女子ラグビーチームが現存している。
- 男女ユニホームは伝統のスカイブルーと紺の横縞、現在のセカンドユニホームは胴体部分スカイブルー、両袖紺色、以前のセカンドユニーホームはスカイブルー一色にP（Physical-体育）の文字と白色に両袖に黒の1本ラインであった。1978年大学選手権大会、決勝戦明治大学を破り優勝した時のユニホームは、スカイブルー1色胸にPのセカンドユニホームであった。
- ユニコーンエンブレムについて-ユニコーン（一角獣）を部のモチーフとし下部にJ.O.C.P.Fを刺繍しモットーとする。 　J-JUSTICE正義　O-ORTHODOX正統　C-COOPERATION団結　P-PURITY清浄　F-FRIENDSHIP友情の意味を表す。ークラブHPより抜粋
- 青春ドラマ「スクール☆ウォーズ」の一場面に出てくる名門体育大学（体育教員養成）－東都体育大学は、日本体育大学がモデル校であると云われている。
- ちなみに種目は違うが慶應義塾大学アメリカンフットボールのチーム名（愛称）もユニコーンズであるが、関係性はない。

## タイトル

### 男子チーム
- 日本ラグビーフットボール選手権大会
  - 優勝1回（1969年度）
- 全国大学ラグビーフットボール選手権大会
  - 優勝2回（1969年度、1978年度）
- 関東大学ラグビー対抗戦
  - 優勝5回（1969年度、1978年度、1983年度、1989年度、1995年度）
- 全国地区対抗大学ラグビーフットボール大会
  - 優勝1回（1957年度）
- YC&AC JAPAN SEVENS
  - 優勝1回（1980年度）

## 日本体育大学ラグビー部女子
女子部は「日本体育大学ラグビー部女子」のチーム名で、大会に出場している。
日本代表選手を多数輩出し、女子ラグビーワールドカップ2002の日本代表スコッド26名のうち、日本体育大学ラグビー部女子は4名、OGは8人だった。女子国際大会WXV2023の日本代表スコッドでも、日本体育大学ラグビー部女子から5名が選出された。
OGチーム「フェニックス（PHOENIX）」が2002年に設立され、現在の「東京山九フェニックス」となった。2013年からフェニックスは運営会社が設立され刷新し、日本体育大学との特別な人的交流は無い。2021年度の新入団選手26名のうち、日本体育大学の卒業生は3名だけだった。2023年2月5日の第9回全国女子ラグビーフットボール選手権大会の決勝戦では、両者が戦った。

### タイトル
- 全国女子ラグビーフットボール交流大会
  - 優勝1回（2013年）
- 全国女子ラグビーフットボール選手権大会
  - 優勝4回（2014年度、2015年度、2017年度、2018年度）
- セブンズフェスティバル「ウィダージャパンセブンズ」
  - 優勝1回（2012年）
- ジャパンセブンズ
  - 優勝1回（2013年）
- ウィメンズセブンズシリーズ「太陽生命ウィメンズセブンズシリーズ」
  - 総合優勝2回（2016年、2018年）
- 大学女子7人制ラグビーフットボール交流大会
  - 優勝2回（2017年、2018年）

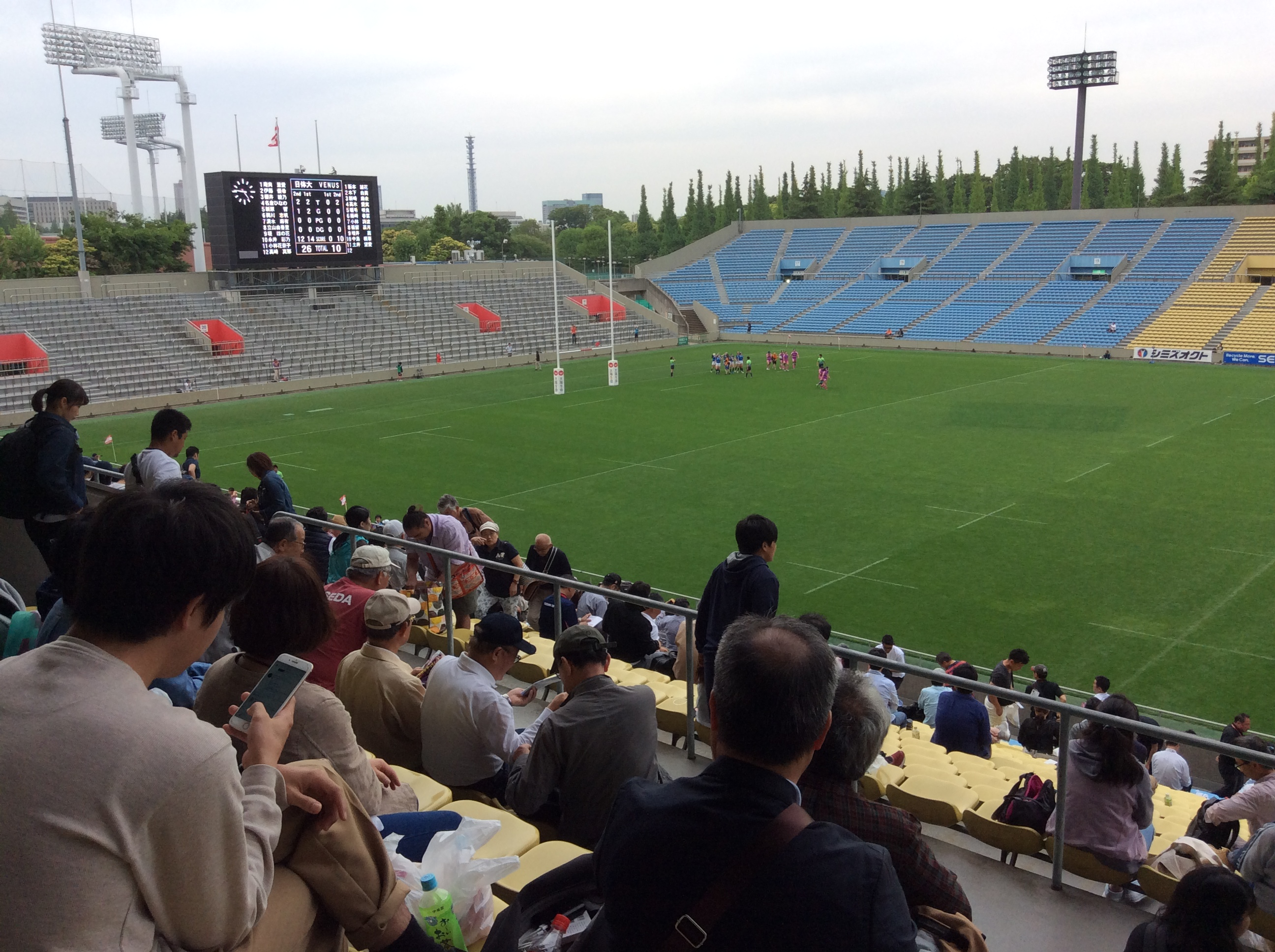
「太陽生命ウィメンズセブンズシリーズ2018」 東京大会決勝戦の模様（2018年4月30日撮影）
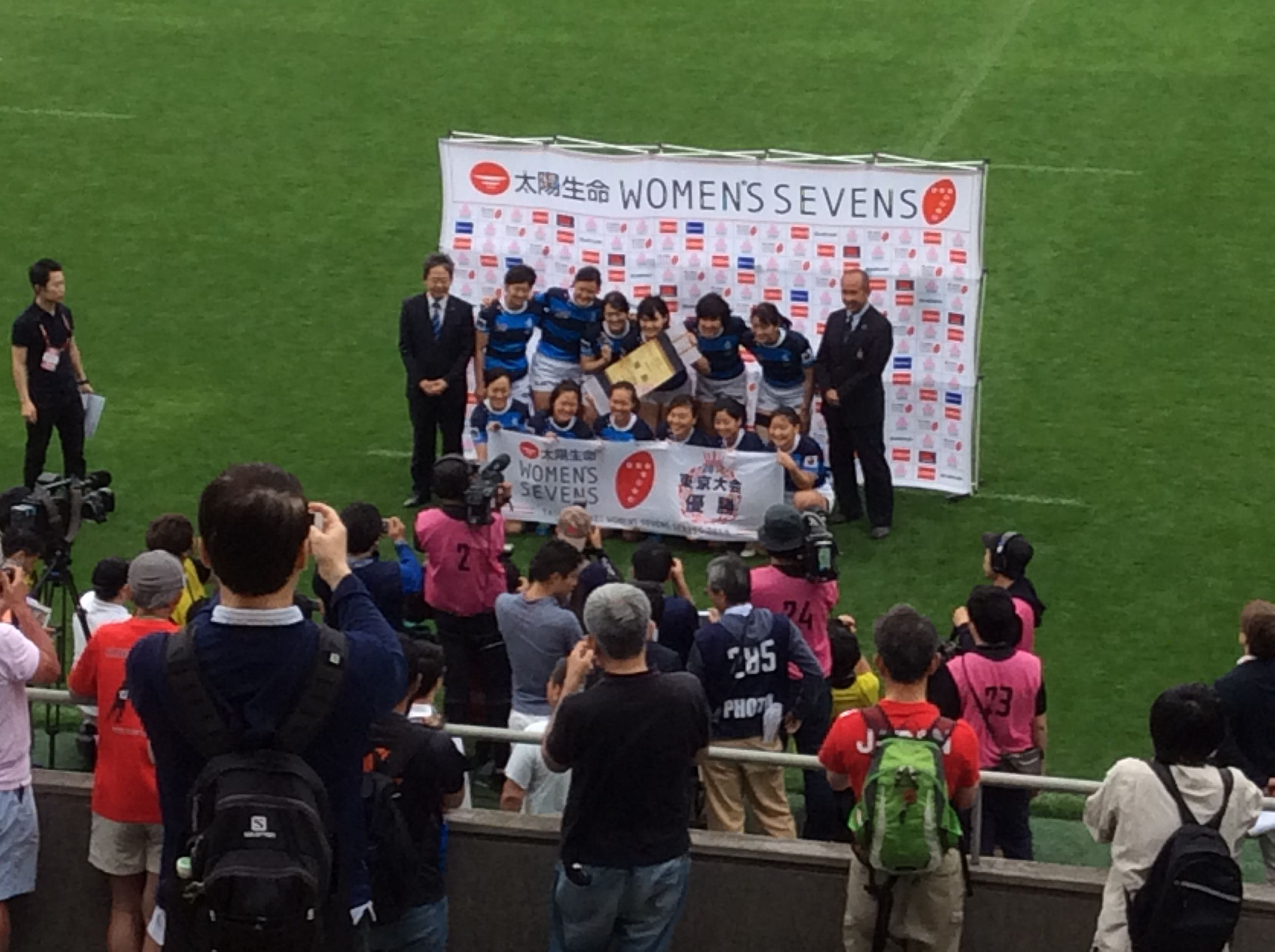
同左、優勝表彰式（2018年4月30日撮影）

## 1969年度の日本一
1969年度の第7回日本ラグビーフットボール選手権大会（1970年1月15日）で、富士鐡釜石を29－13で破り初優勝を果たした。下記は当校日本一の試合時におけるフィフティーンである。